# Dave Hickson
David „Dave“ Hickson (* 30. Oktober 1929 in Salford; † 8. Juli 2013) war ein englischer Fußballspieler.

## Karriere
1948 kam Hickson zu seinem Herzensklub FC Everton. Nach nur einem halben Jahr bei den „Toffees“ musste er seinen Militärdienst ableisten und hielt sich bei der Militärmannschaft fit. 1951 gab er sein Debüt für den FC Everton. Die Stärken des Mittelstürmers waren seine Schusskraft, Kopfballstärke und sein athletischer Körper. 1955 wechselte er nach Birmingham zu Aston Villa für 17.500 £. Nach nur zwölf Einsätzen ging er für zwei Jahre zu Huddersfield Town, von wo aus er 1957 zum FC Everton zurückkehrte. Nach wenig Erfolg spielte er von 1959 bis 1961 beim Lokalrivalen FC Liverpool und ab 1961 ließ er seine Karriere bei Cambridge City, FC Bury und den Tranmere Rovers ausklingen. In einem Interview sagte Hickson über den FC Everton, dass er für seinen Verein alle seine Knochen brechen und sein Leben  aufgeben würde. Später arbeitete er als Guide für Touristen und führte diese durch die Heimstätte der Toffees – den Goodison Park.